# تیلاپیای نیل
تیلاپیای نیل (نام علمی: Oreochromis niloticus) نام یک گونه از تبار سیکلیدهای تیلاپیایی است.